# Luna Linea
La Luna Linea è una struttura geologica della superficie di Plutone.